# Peña Blanca (paroisse civile)
Pour les articles homonymes, voir Peña (homonymie) et Pena Blanca.
Peña Blanca est l'une des deux divisions territoriales et statistiques dont l'unique paroisse civile de la municipalité de Monseñor José Vicente de Unda dans l'État de Portuguesa au Venezuela. Sa capitale est Peña Blanca.